# Armstrong Siddeley Genet Major

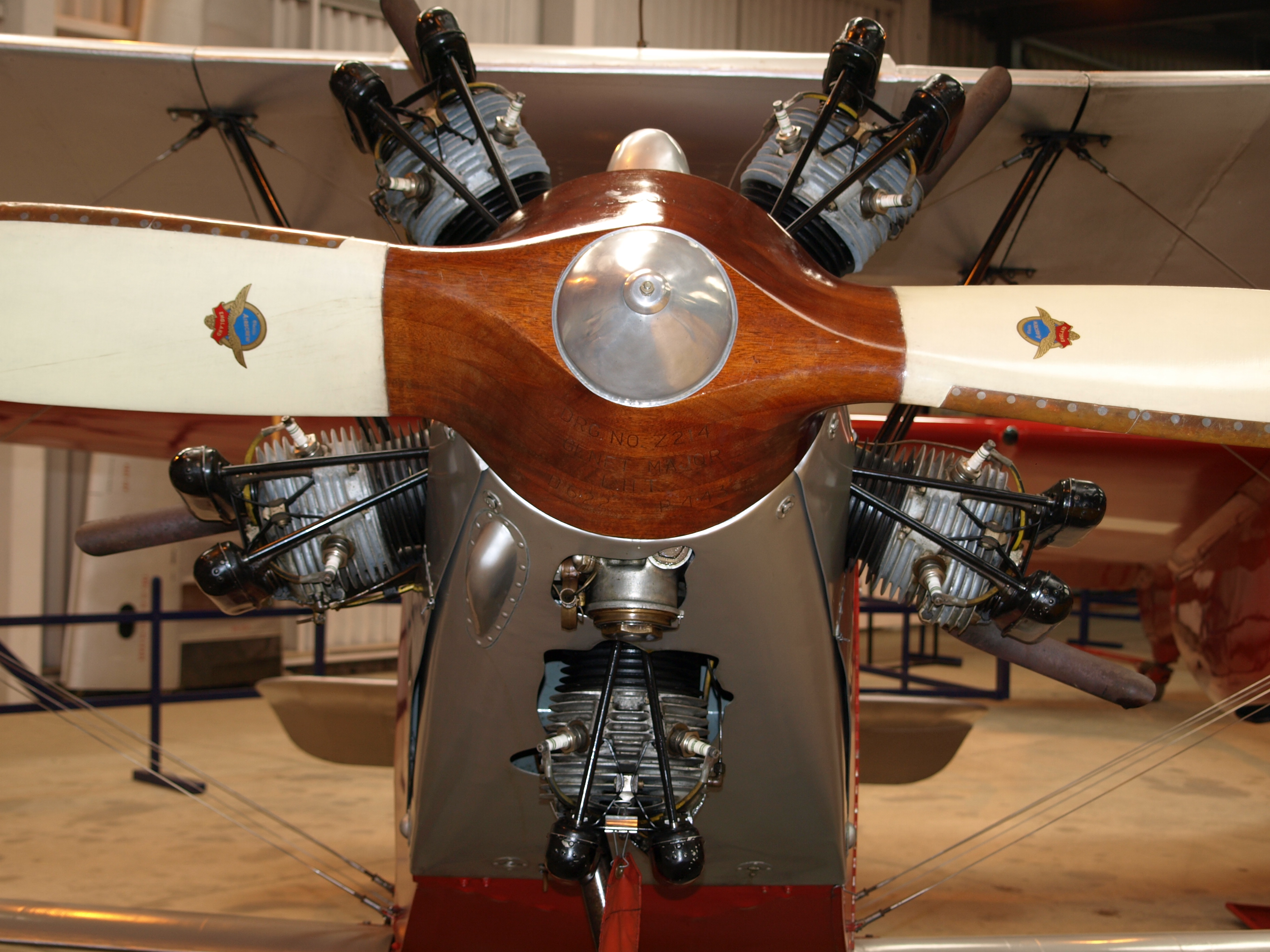
Genet Major, eingebaut in einer Southern Martlet (Shuttleworth Collection)

Der Armstrong Siddeley Genet Major ist ein Flugmotor, den der britische Hersteller Armstrong Siddeley ab 1928 baute. Der luftgekühlte 5-Zylinder-Sternmotor (später: 7-Zylinder-Sternmotor) leistete bis zu 140 bhp (104 kW). Die 7-Zylinder-Variante für die Royal Air Force hieß Civet I. Der Tradition des Herstellers folgend war der Motor nach der Familie der Katzenartigen benannt, in diesem Falle nach der Ginsterkatze (Genet), bzw. nach dem Zibett.

## Varianten und Anwendungen

### Genet Major I
Der Genet Major I war ein 5-Zylinder-Sternmotor mit 105 bhp (78 kW), der eng mit dem Modell Genet I verwandt war, aber eine größere Zylinderbohrung und einen größeren Kolbenhub hatte.
- Avro Avian
- Avro 619
- Avro 624
- Avro 638 Club Cadet
- Cierva C.19 Tragschrauber
- Civilian Coupé
- Junkers A 50 (einige Maschinen der Baureihe A 50 ce)
- Saro Cutty Sark
- Southern Martlet
- Westland IV

### Genet Major IA (Civet I)

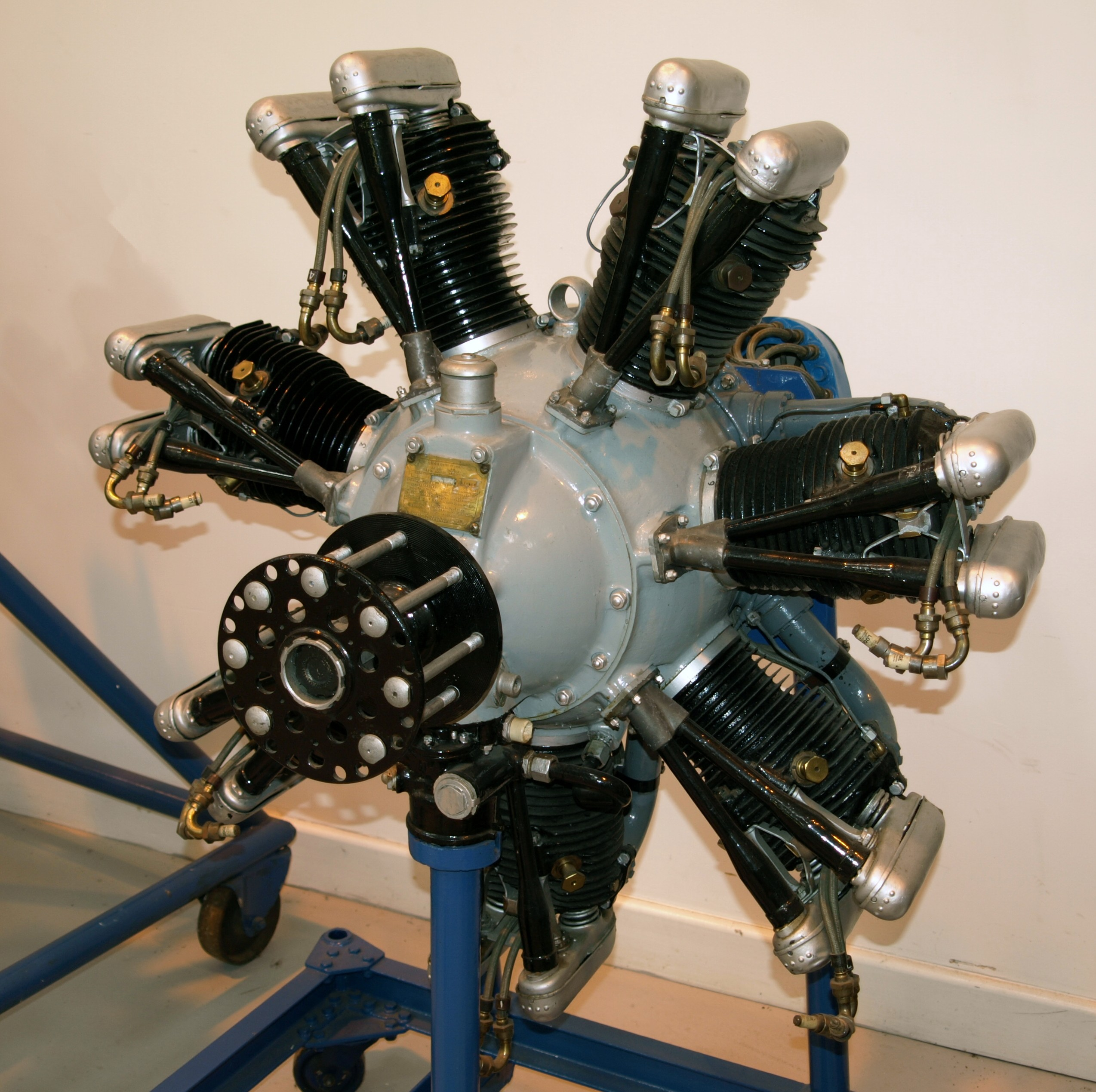
Armstrong Siddeley Civet

Der Genet Major IA (oder Civet I bei der RAF) war eine 7-Zylinder-Variante des Genet Major I mit einer nominellen Leistung von 145 bhp (107 kW).
- Avro Avian
- Avro Cadet
- Avro Rota
- Ciervo C 30A Tragschrauber
- RWD-6 (Untertyp 7-Zylinder-Genet-Major nicht spezifiziert)
- Saro Cutty Sark
- Westland Wessex

### Genet Major III
wie Genet Major IA, aber mit gegossenen Ventildeckeln.

### Genet Major IV
wie Genet Major IA, aber mit Reduktionsgetriebe und einer Leistung von 160 bhp (118 kW).
- ANBO V

## Überlebende Motoren
Ein Armstrong Siddeley Genet Major treibt eine Southern Martlet an, die zur Shuttleworth Collection gehört und in den Sommermonaten regelmäßig geflogen wird.

## Ausgestellte Motoren
- Ein Armstrong Siddeley Genet Major IA Civet ist im Royal Air Force Museum Cosford aufgestellt.[3]
- Zwei Genet Major im Aviation Heritage Museum (Western Australia)[4]
- Einen Armstrong Siddeley Genet Major IV kann man im Polnischen Luftfahrtmuseum in Krakau sehen.[5]

## Daten (Genet Major IA = Civet I)
Quelle: Alec Lumsden: British Piston Engines and their Aircraft.

### Allgemein
- Einreihiger 7-Zylinder-Sternmotor, luftgekühlt
- Bohrung: 107,95 mm
- Hub: 114,3 mm
- Hubraum: 7407 cm³
- Länge: 985,5 mm
- Durchmesser: 970 mm
- Gewicht: 148 kg

### Komponenten
- Ventiltrieb: Zwei obengesteuerte Ventile pro Zylinder
- Brennstoff: Benzin, 77 Oktan
- Kühlung: Luft
- Reduktionsgetriebe: nein

### Leistung
- Leistung: 165 bhp (123 kW) bei 2425/min. in 0 m Höhe
- Literleistung: 16,61 kW/l
- Kompression: 5:1
- Leistungsgewicht: 1,203 kg/kW